# Юхимчук Тарас Георгійович
Юхимчук Тарас Георгійович (* 1959) — український поет; член НСПУ.

## Життєпис
Тарас Юхимчук народився 23 лютого 1959 року в передмісті міста Луцька в сім'ї першого покоління так званої української радянської інтелігенції.
З 1966 по 1976 роки навчався в Луцькій середній школі № 1, де вчитель української літератури Василь Федорчук створив умови для написання перших віршів. Як і в ту пору, так і на все життя великий вплив на формування літературної складової в житті поета мали батьки — Георгій та Марія Юхимчуки. Батько Георгій, письменник і журналіст, часто зачитував вголос нові сторінки своїх новел і повістей, подарував збірки поезій Василя Симоненка і Миколи Вінграновського, привив любов до української народної пісні, видав за свій кошт першу поетичну збірку Тараса. Мати Марія вміла так подати деталі літературних творів, які вивчались на уроках в школі, що хлопець проймався ними до глибини душі, часом не стримавшись просльозитись.
Великою підтримкою в його творчих починаннях був відомий волинський поет і батьків друг Олександр Богачук. Його «Тарасе, пиши!» мотивувало до творчості на всіх поетичних меандрах долі.
З 1976 року п'ять літ вчився на будівельника в Луцькому філіалі Львівського політеху. На лекціях час від часу заглиблювався в світ поетичних медитацій, називаючи свої здобутки «римованими рядками». Нецікавість навчання спонукала до активної участі в громадському житті вузу. Сатира й гумор знайшли місце в студентській стінгазеті.
Після навчання сплили півтора роки армії, три роки бюрократичного комсомолу, п'ять років в молодіжному та профспілковому туризмі і до пенсії митарства в приватних мануфактурках.
Перша поетична збірка «Триптих (Повінь серця)» вийшла друком в 199О році стараннями редакційно-видавничого відділу Волинського облуправління по пресі. Під тим же началом побачили світ дві книжечки казок «Сондарунчик йде до тебе» і «Про Місяця і нічного Метелика» в 1991 році.
Пісні на слова і мелодію Тараса Юхимчука співали Валерій Маренич(«Вкрала в ночі чорні очі») і народний хор «Льонок» («Вітер пісню пише»).
Початок шляху незалежності України в пориві піднесення спонукав видати наступну збірку поезій «Альфа Центавра» (1994 рік,ВОРВП «Надстир'я»). Ця зірка Альфа в далекому сузір'ї Кентавра (Центавра) на небі з юних літ для Тараса була символом фантастичної заповітної мрії, яка збулась у відновленні державності України.
             Нагода познайомитьсь з ректором Львівської академії мистецтв Андрієм Бокотеєм додала барв наступній збірці поезій «Криниця світла» влітку 2008 року.
Коли «гидода спустошення залягла, де не слід», струсив пил з сатири та гумору і в 2011 році дав дорогу в світ комедіям і трагедіям в збірочці «Джунглі нащадків мавп», переслідуючи мету хоч трохи розрадити знайомих і не знайомих земляків,"спровокувати патріотизм" в небайдужих, обравши псевдонім «Арноль'д’Шварцонєґєр».
У 2О15 році мав честь бути обраним в творчу когорту Волинської спілки письменників. Тоді ж, не маючи змоги видавати нові твори, видрукував на принтері «самопал» гумору, сатири і мудрагельствувань «Первісний інтелігент», активно обстоюючи культуру, шляхетність і цивілізаційність в сучасному житті модерних українців. В своїй творчості застосовує медитативну техніку написання віршів.

## Твори
- Тарас Юхимчук. Сондарунчик йде до тебе. Казки. Художник Г. В. Різник. Луцьк 1991 р.
- Юхимчук, Тарас. Альфа Центавра: збірка поезій / Т. Юхимчук. — Луцьк: Надстир'я, 1994. — 64 с. — ISBN 5-7707-1964-8.
- Тарас Юхимчук. «Триптих (Повінь серця)». 1990 р.
- Тарас Юхимчук. «Про Місяця і нічного Метелика». 1991 р.
- Юхимчук, Тарас. «Криниця світла». Збірка поезій. 2008 р.
- Тарас Юхимчук. «Джунглі нащадків мавп». Збірка. 2011 р.
- Тарас Юхимчук. «Первісний інтелігент». 2015 р.